# Aitor Esteban Bravo
Aitor Esteban Bravo (Bilbao, Biscaia, 21 de juny de 1962) és un polític i professor associat d'Universitat que actualment exerceix el càrrec de portaveu del Partit Nacionalista Basc (PNB) al Congrés dels Diputats.

## Biografia
La seva mare és soriana. Aitor Esteban ha estat professor en la Universitat de Deusto, on ha impartit classes de Dret Constitucional i Administratiu, i l'assignatura de Història i cultura indígena de Nord i Mesoamericana en la Facultat de Filosofia i Ciències de l'Educació.
Es va afiliar al Partit Nacionalista Basc el 1978 i el 1983 va ser escollit secretari del Consell Nacional de Euzko Gaztedi Indarra (EGI), dos anys més tard va ser nomenat apoderat de l'Assemblea Nacional i el 1991 va accedir al càrrec de portaveu i secretari de Presidència de la Diputació Foral de Biscaia. Entre 1995 i 2003 va ser president de les Juntes Generals de Biscaia, sent succeït en el càrrec per Ana Madariaga.
A les eleccions generals espanyoles de 2004 va ser elegit diputat en el Congrés dels Diputats per Biscaia, repetint a les eleccions del 2008 i 2011, 2016 i en la XII Legislatura també del 2016. El 18 de desembre de 2012 va substituir Josu Iñaki Erkoreka com a portaveu del PNB en el Congrés dels Diputats.
El març de 2025, va ser elegit president del PNB, en substitució d'Andoni Ortuzar.